# George Bliss Culver
George Bliss Culver, född 1875, död 1949, var en amerikansk iktyolog och från 1939 emeritus vid Stanford University.
Tillsammans med den amerikanske zoologen David Starr Jordan har han beskrivit flera arter av fiskar, bland dem den levandefödande tandkarpen Poeciliopsis presidionis (då under namnet Poecilia presidionis).